# Origo Gentis Langobardorum
O Origo Gentis Langobardorum é um pequeno relato do século VII que oferece um mito fundador do povo lombardo. A primeira parte descreve a origem e denominação dos lombardos, e o texto seguinte apresenta um lista de reis, até o reinado de Bertário (r. 672–688), o qual ajuda a datar a escrita original do texto.[carece de fontes?]

## Manuscritos
O relato foi bem preservado em três códices, a maioria contendo escritos legais compilados no reinado de Rotário, conhecido como Édito de Rotário ou Leges Langobardorum.  Como tal, Origo Gentis Langobardorum está preservado em três manuscritos.

## Descrição
Origo Gentis Langobardorum é também a fonte textual do deus lombardo Godan (Wōdanaz).
O Origo é sumarizado com certa confiabilidade na Historia Langobardorum por Paulo, o Diácono.
Para a lenda da origem, Paulo, o Diácono faz parágrafos separados para, respectivamente, o conflito com os vândalos e a consulta a Frea e Godan, e ele precede a descrição de Frigga e Odin com "loco antiquitas ridiculam fabulam". Enquanto o Origo existe em somente três cópias, há centenas de cópias medievais da Historia. Não há datas no Origo Gentis Langobardorum, mas uma datação aproximada está abaixo em "Notas", baseada em eventos citados na narrativa.

## Conteúdo
Segue-se uma tradução livre
Origem

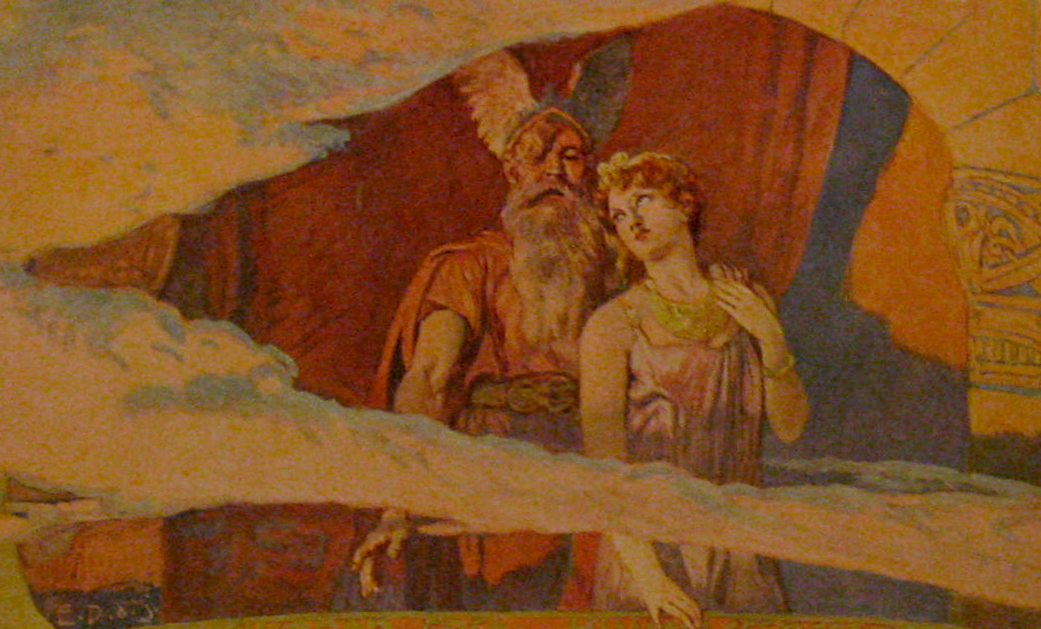
Odin e Frigga olham as mulheres winnili, através de sua janela no paraíso (1905) por Emil Doepler.

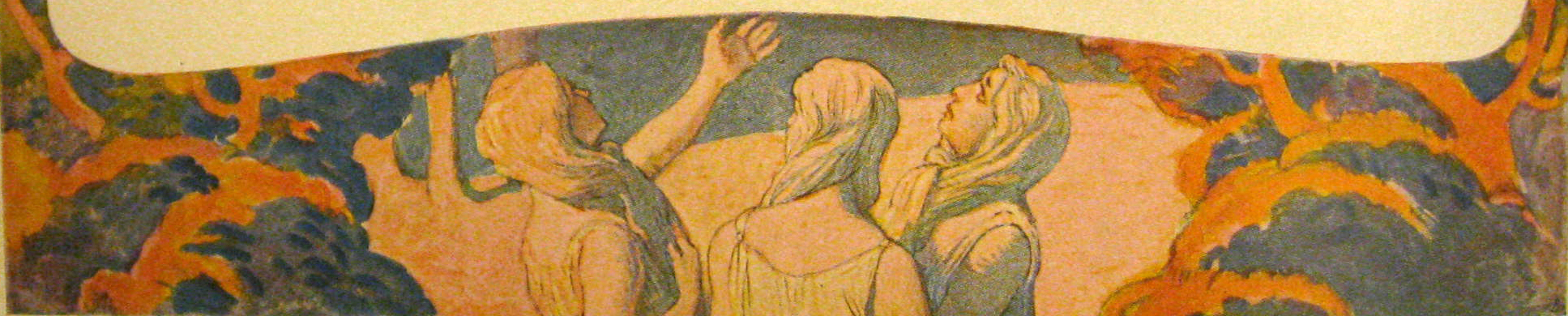
Mulheres winnili com seus cabelos amarrados como barba, olhando para Odin e Frigga (1905) por Emil Doepler.

O texto menciona a ilha de Scandza, a terra dos winnili. Sua soberana era uma mulher chamada Gambara, com seus filhos Ybor e Agio. Os líderes dos vândalos, Ambri e Assi, pediram-lhes para pagar tributo, mas eles recusaram, dizendo que eles deveriam combatê-los.  Ambri e Assi então foram a Odin, e pediram-lhe vitória sobre os winnili. Odin respondeu que daria a vitória ao primeiro que ele visse ao nascer do sol. Ao mesmo tempo, Gambara e seus filhos pediram a Frigga, esposa de Odin, a vitória.
Frigga aconselhou as mulheres dos winnili a amarrar os cabelos na frente de sua face como barbas e juntar-se aos homens na batalha.
Ao nascer do sol, Frigga girou a cama de seu marido de forma que ele estivesse olhando a Leste e o acordou. Odin viu as mulheres dos winnili, com seus cabelos amarrados em frente de suas faces, e perguntou: "Quem são esses "longas-barbas"?, e Frigga respondeu que uma vez que ele os nomeou que lhes desse a vitória. E ele o fez. Deste dia em diante, os winnili foram chamados de "longobardos" ou "lombardos".
Migração
Depois disso, os lombardos migraram, e eles foram a Golaida (talvez o rio Oder), e depois eles governaram Aldono e Antaibo (obscuro, talvez na Baviera) e Bainaibo (também Banthaib; talvez na Boêmia) e Burgundaibo (talvez o território dos burgúndios), e o médio Reno), e eles escolheram como rei Agilmundo, filho de Agião, da linhagem dos Gugingos, e depois eles foram governados por Laiamico da mesma dinastia, e após ele Letuco, que governou por cerca de 40 anos. Ele foi sucedido por seu filho, Aldíoco, e depois dele, Godeoco governou.
As terras do Danúbio
Odoacro veio de Ravena com os alanos e foi à Rugilanda (Baixa Áustria), ao norte do Danúbio para combater os rúgios, e ele matou Teuvanuo seu rei, e retornou à Itália com muitos cativos. Os lombardos consequentemente deixaram sua terra e viveram na Rugilanda por muitos anos.
Godeoco foi sucedido por seu filho Clafo, e ele por seu filho, Tato. Os lombardos ficaram em Feld por três anos, onde Tato combateu e matou Rodolfo, rei dos hérulos.
Vacão, filho de Único, matou Tato, e Ildico, filho de Tato combateu Vacão, mas ele teve que fugir para os gépidas, onde morreu. Vacão teve três esposas, a primeira Raicunda, filha de Fisudo, rei dos turíngios, a segunda Austrigusa, filha dos gépidas, que teve duas filhas, Visigarda, que casou com Teodeberto, rei dos francos, e Valdrada, que casou com Suscaldo, outro rei dos francos, que não gostava dela e a deu a Garipaldo, e a terceira Silinga, filha do rei dos hérulos, quem teve um filho chamado Valtário que sucedeu Vacão e governou por sete anos. Farigaido foi o último da dinastia dos Letuco.
Depois de Valtário reinou Audoíno, que conduziu os lombardos à Panônia. Alboíno e sua esposa Rodelenda reinaram depois dele. Alboíno combateu e matou Cunimundo, rei dos gépidas. Alboíno tomou a filha de Cunimundo, Rosamunda, e depois que ela morreu Flutsuinda, filha de Flotário, rei dos francos. Ela teve uma filha chamada Albsuínda.
Itália

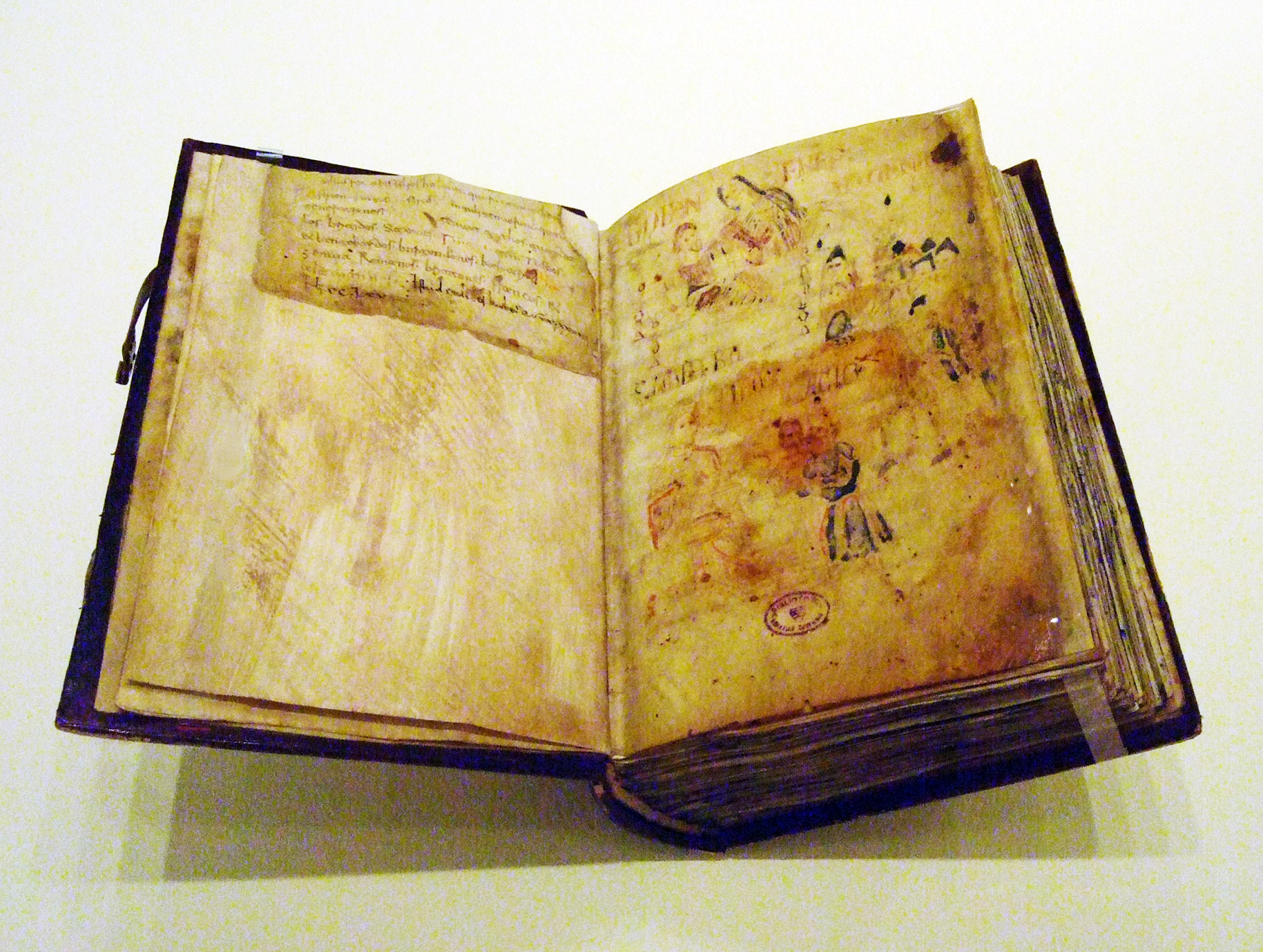
Um códice ilustrado do século XI do Origo gentis Langobardorum, agora em Salerno

Depois de os lombardos viverem na Panônia por 42 anos, Alboíno os conduziu à Itália, no mês de abril, e dois anos depois, Alboíno foi rei da Itália. Ele reinou por três anos antes de ser morto por Helmiques e por sua esposa Rosamunda, no palácio real em Verona. Os lombardos porém não aceitaram que Helmiques os governasse, então Rosamunda chamou o prefeito Longino que deveria tomar Ravena, e Helmiques e Rosamunda escaparam com Albsuínda, filha do rei Alboíno, e todo o tesouro para Ravena. Longino então tentou persuadir Rosamunda a matar Helmiques, então ela deveria desposá-lo, e ela seguiu seu conselho e o envenenou, mas assim que bebeu o veneno, ele entendeu o que estava acontecendo, e pediu a Rosamunda para beber com ele, e eles morreram juntos. Então Longino ficou com todo o tesouro dos lombardos e com Albsuínda, a filha do rei e os levou ao imperador em Constantinopla.
Depois de Alboíno, Clefo foi rei por dois anos. Então houve um interregno de doze anos, durante os quais os lombardos foram governados por duques. Depois disso, Autário filho de Clefo foi rei por sete anos. Ele desposou Teudelenda, filha de Garipaldo, e também Valderada da Baviera. Com Teudelenda veio seu irmão Gundoaldo, e Autário o tornou duque de Asti.
Agilolfo, duque dos turíngios veio dos taurinos, e casou-se com a rainha Teudelenda, tornando-se rei dos lombardos. Ele matou seus inimigos, Zangrofo de Verona, Mimulfo da ilha de São Júlio, Gaidulfo de Bérgamo, e outros. Com Teudelenda, ele teve um filho chamado Gunperga, e ele reinou por seis anos.
Depois dele reinou Arioaldo,  por doze anos, e depois dele Rotário da família dos Harodingianos, e ele tomou a cidade e fortaleza dos romanos, e ele combateu no rio Scutella, matando 8.000 romanos.  Rotário reinou por 17 anos, e depois dele Ariberto por nove anos, e depois dele Grimoaldo por nove anos. Durante seu reinado, Constantino III veio de Constantinopla em campanha, e voltou à Sicília onde foi morto por seu próprio povo. Depois de Grimoaldo, Bertário foi rei.